# Бойс (Луїзіана)
Бойс (англ. Boyce) — місто (англ. town) в США, в окрузі Рапід штату Луїзіана. Населення — 888 осіб (2020).

## Географія
Бойс розташований за координатами 31°23′23″ пн. ш. 92°40′13″ зх. д. / 31.38972° пн. ш. 92.67028° зх. д. (31.389851, -92.670394).  За даними Бюро перепису населення США в 2010 році місто мало площу 1,60 км², з яких 1,19 км² — суходіл та 0,41 км² — водойми.

## Демографія
Згідно з переписом 2010 року, у місті мешкали 1004 особи в 393 домогосподарствах у складі 289 родин. Густота населення становила 628 осіб/км².  Було 454 помешкання (284/км²).
Расовий склад населення:
| - 71,7 % — чорних або афроамериканців - 25,6 % — білих - 0,4 % — корінних американців - 0,2 % — азіатів |

До двох чи більше рас належало 1,8 %. Частка іспаномовних становила 0,5 % від усіх жителів.
За віковим діапазоном населення розподілялося таким чином: 26,8 % — особи молодші 18 років, 58,6 % — особи у віці 18—64 років, 14,6 % — особи у віці 65 років та старші. Медіана віку мешканця становила 35,7 року. На 100 осіб жіночої статі у місті припадало 89,4 чоловіків;  на 100 жінок у віці від 18 років та старших — 83,8 чоловіків також старших 18 років.
Середній дохід на одне домашнє господарство  становив 39 848 доларів США (медіана — 21 607), а середній дохід на одну сім'ю — 49 132 долари (медіана — 36 250). Медіана доходів становила 30 781 долар для чоловіків та 29 063 долари для жінок. За межею бідності перебувало 42,8 % осіб, у тому числі 58,9 % дітей у віці до 18 років та 42,5 % осіб у віці 65 років та старших.
Цивільне працевлаштоване населення становило 484 особи. Основні галузі зайнятості: освіта, охорона здоров'я та соціальна допомога — 32,2 %, роздрібна торгівля — 13,6 %, виробництво — 11,0 %, публічна адміністрація — 9,3 %.